# Scooby-Doo (filme)
Scooby-Doo é um filme americano de aventura e comédia de 2002 dirigido por Raja Gosnell e escrito por James Gunn. Distribuído pela Warner Bros. Pictures, é o primeiro filme em live-action baseado na longa série de televisão animada homônima da Hanna-Barbera. O elenco é composto por Freddie Prinze Jr., Sarah Michelle Gellar, Matthew Lillard, Linda Cardellini, Isla Fisher e Rowan Atkinson, com Neil Fanning realizando a dublagem do personagem-título.
O enredo gira em torno da Mistério S.A, um grupo de quatro jovens adultos e um cão que resolvem mistérios. Após uma dissolução de dois anos, o grupo se reúne para investigar um mistério em um popular parque de diversões de terror.
As filmagens aconteceram dentro e ao redor de Queensland, Austrália, com um orçamento de US$ 84 milhões. O filme foi lançado em 14 de junho de 2002 e, apesar das críticas negativas, arrecadou US$ 275 milhões em todo o mundo. O artista de reggae Shaggy e a banda MxPx apresentaram diferentes versões da música-tema, "Scooby-Doo, Where Are You!". O filme ganhou uma sequência, Scooby-Doo 2: Monstros à Solta, lançada dois anos depois.

## Enredo
Em um armazém, a Mistério S.A. ilustra um plano para capturar o Fantasma da Lua que raptou Daphne, voando ao redor com ela amarrada e amordaçada, mas termina com Salsicha e Scooby-Doo derrotando o vilão. Depois de resolverem o mistério, os argumentos constantes entre os membros do grupo sobre Fred sempre levar os créditos das idéias de Velma e o fato de Daphne ser sempre a "mocinha em perigo", faz com o que a turma se separe, para o desespero de Salsicha e Scooby. Dois anos mais tarde, Salsicha e Scooby são abordados para resolverem um mistério no popular parque de diversões gótico Spooky Island, reunindo-se novamente com Fred, Daphne e Velma, que também receberam o convite, embora nenhum dos três ficam felizes ao ver uns aos outros, com exceção de Salsicha e Scooby, que ainda querem a Mistério S.A. reunida novamente. Na ilha, a turma conhece Emile Mondavarious, o proprietário do parque, que explica sua teoria de que os visitantes estão sendo amaldiçoados.
A turma visita o castelo fantasma abandonado da ilha, onde Daphne encontra um artefato em forma de pirâmide chamado Daemon Ritus, enquanto Velma e Fred encontram um estranho quarto com aparelhos que aparentam serem usados para fazer lavagem cerebral em seres humanos. Quando a turma retorna para o hotel, Velma conhece um homem de quem passa a gostar e Salsicha conhece Mary Jane, uma carismática garota por quem logo se apaixona, em seguida, são atacados pelos monstros da ilha, que sequestram vários turistas, incluindo Fred, Velma e Mondavarious. No dia seguinte, Daphne é capturada por Zarkos, um lutador mascarado, enquanto Salsicha e Scooby descobrem que Fred, Velma e os turistas agora estão possuídos pelos monstros. Os dois fogem com Mary Jane até Scooby perceber que ela também está possuída. No meio de uma discussão entre Scooby e Salsicha, Scooby cai em um buraco e é seguido por Salsicha, que mergulha para salvá-lo. Salsicha se depara com um caldeirão com os protoplasmas de todos os turistas que foram capturados, incluindo o resto da turma; ele liberta somente as almas de seus amigos para os seus corpos. Velma descobre que os monstros são destruídos pela luz do sol, portanto precisam dos corpos humanos para sobreviveram, enquanto as almas de Daphne e Fred acabam nos corpos errados.
Salsicha rouba o Daemon Ritus e reúne-se com a turma após suas almas se corrigem. Chegando na cabana do Mestre Voodoo na beira do mar, a turma descobre que se o líder dos monstros absorver uma alma pura através do Daemon Ritus, todos os monstros deverão governar o mundo pelos próximos dez mil anos. Eles descobrem que a alma pura pertence a Scooby, enquanto o líder dos demônios é Emile Mondavarious. Salsicha convence o grupo a colocar suas desavenças de lado e finalmente trabalharem juntos para salvar Scooby. Eles formam um plano, mas ele falha e a alma de Scooby é extraída. Scooby é salvo por Salsicha, derrubando Mondavarious na tentativa. Fred e Velma descobrem que ele na verdade é um robô, controlado por ninguém menos que o sobrinho de Scooby-Doo, Scooby-Loo, que a turma abandonou na estradas tempos atrás devido ao seu egoísmo. Agora vingativo, Scooby-Loo transforma-se em um monstro gigante para destruir a turma e governar o mundo usando as almas dos turistas de quem absorveu.
Daphne luta com Zarkos acima das cavernas da ilha, derrubando-o através do telhado, que expõe os monstros à luz solar, destruindo-os. Salsicha confronta Scooby-Loo e retira o Daemon Ritus de seu peito, libertando as almas absorvidas e revertendo Scooby-Loo a sua forma original. Salsicha encontra o verdadeiro Mondavarious preso em um buraco e o liberta. Daphne e Fred se beijam, enquanto Salsicha, Mary Jane e Scooby-Doo comemoram juntos a vitória. Quando a Mistério S.A. é abordada pela imprensa na ilha, Velma pensa que Fred vai levar o crédito por suas idéias novamente, no entanto Fred deixa Velma tomar o crédito que ela merece. A Mistério S.A. é então reunida enquanto Scooby-Loo, Zarkos e seus capangas são presos. Por fim, Salsicha e Scooby são vistos comendo pimenta no hotel, e gritam enquanto uma fumaça sai pelas janelas do lugar.

## Elenco
- Freddie Prinze Jr. como Fred Jones
- Sarah Michelle Gellar como Daphne Blake
- Matthew Lillard como Salsicha Rogers
- Linda Cardellini como Velma Dinkley
- Neil Fanning como voz do Scooby-Doo
- Scott Innes como voz do Scooby-Loo
  - J. P. Manoux como a voz do Scooby-Loo Rex
- Rowan Atkinson como Emile Mondavarious
- Isla Fisher como Mary Jane
- Miguel A. Núñez Jr. como Voodoo Maestro
- Sam Greco como Zarkos
- Steven Grieves como N'Goo Tuana
- Nicholas Hope como o Velho Smithers / Fantasma da Lua
- Kristian Schmid como Brad
- Michala Banas como Carol
- Jess Harnell e Frank Welker como as vozes das criaturas

A banda Sugar Ray e a atriz Pamela Anderson fazem aparições especiais como eles mesmos.

## Produção

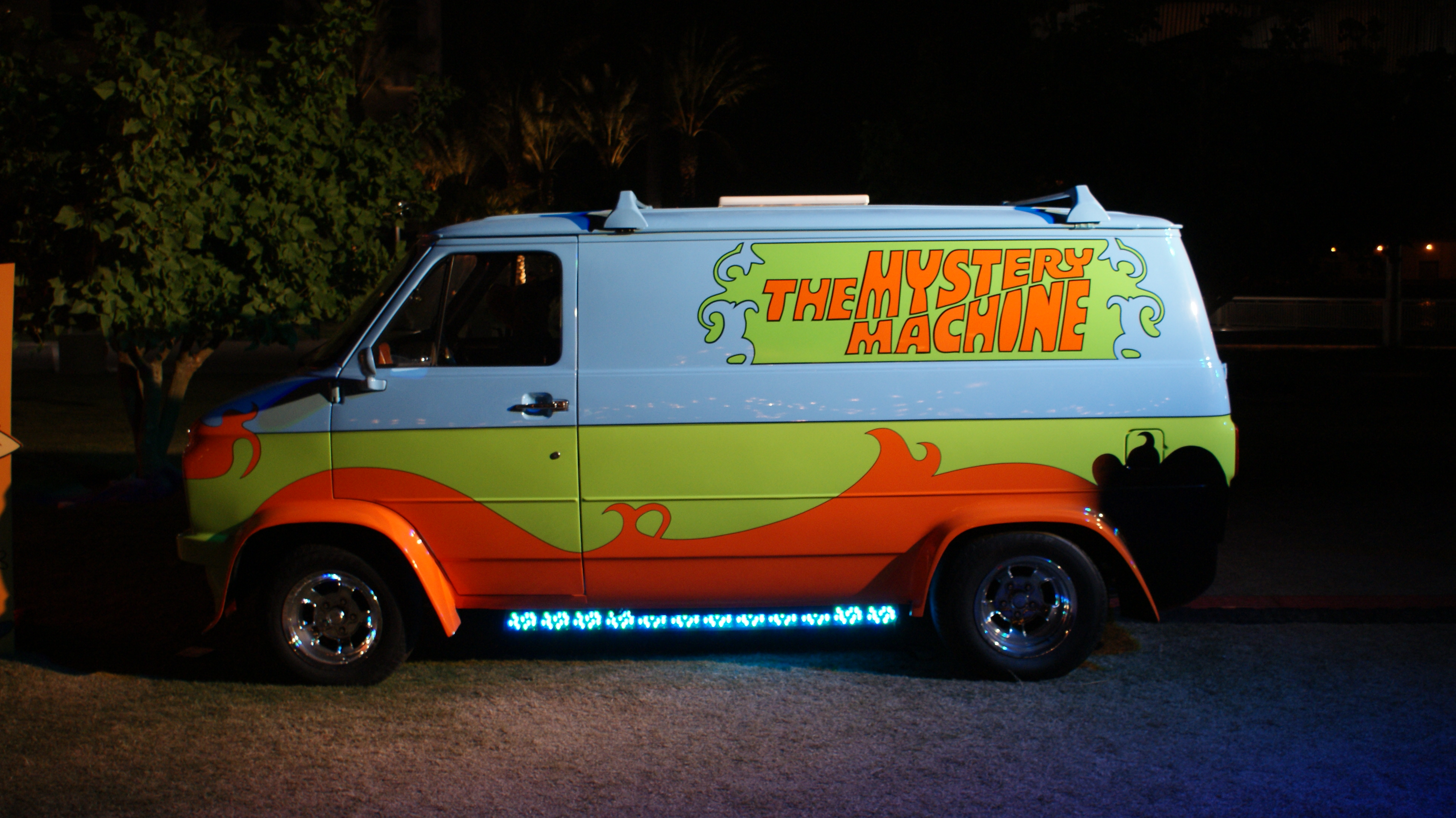
A Máquina Mistério usada no filme, em exposição na San Diego Comic-Con International em 2013

O produtor Charles Roven começou a desenvolver um filme em live-action de Scooby-Doo em 1994. No final da década, a popularidade combinada de Scooby-Doo, Where Are You! e o avanço da animação digital levaram Warner Bros. a acelerar a produção do filme. Foi relatado que Mike Myers estava co-escrevendo o roteiro com Jay Kogen em julho de 1998 e mais tarde estaria no elenco para interpretar Salsicha também. Em outubro de 2000, o filme recebeu aprovação da Warner Bros. A revista Variety informou que Raja Gosnell havia sido contratado para dirigir o filme.
O filme foi rodado em locações em torno de Queensland, Austrália. A produção foi iniciada em 12 de fevereiro de 2001 no parque temático da Warner Bros., e terminou em junho do mesmo ano. O filme foi originalmente desenvolvido com uma história mais obscura, essencialmente fazendo piadas da série original, e iria ser classificado com uma censura "PG-13" pela MPAA ("Parte do material pode ser impróprio para menores de 13 anos"). Salsicha originalmente seria um usuário de crack, Velma e Daphne teriam um relacionamento lésbico, e a marijuana seria referenciada ao longo do filme.
Vários rumores sobre estes aspectos da série original animada foram repassados por fãs e deveriam ser incorporados no filme. Em março de 2001, um mês após o início das filmagens, a primeira foto oficial do elenco foi lançada.
De acordo com a atriz Sarah Michelle Gellar, depois que o elenco assinou com a Warner Bros., houve uma mudança e o filme tornou-se mais voltado para a família. Algumas das piadas adultas do roteiro original permaneceram no filme final. Várias cenas que mostravam piadas mais pesadas acabaram sendo incluídas nas versões para DVD. Gellar também disse que sua personagem e a de Linda Cardellini compartilharam um beijo que não entrou na versão final. "Não foi apenas, tipo, por diversão", disse ela, explicando que o beijo em questão aconteceu na cena da mudança de corpos. Ela declarou: "Inicialmente na cena de troca de almas, Velma e Daphne não conseguiram obter as suas almas de volta na floresta. E assim, a maneira que elas encontraram foi de se beijarem e as almas voltaram para os corpos corretos".